# Jean-Yves Raimbaud
Jean-Yves Raimbaud (21 tháng 1 năm 1958 - 28 tháng 6 năm 1998) là một nhà làm phim hoạt hình và biên kịch nổi tiếng người Pháp. Ông được biết đến với việc tạo ra loạt phim hoạt hình Oggy và những chú gián tinh nghịch.
Raimbaud sinh ngày 21 tháng 1 năm 1958 tại Évreux ở Pháp. Năm 14 tuổi, ông từ bỏ việc học để được đào tạo như một họa sĩ về ngôn từ. Do đó, ông đã xuất hiện lần đầu tiên trong bản vẽ, mặc dù ban đầu, ông chủ yếu vẽ các bảng quảng cáo.

## Nghề nghiệp
Năm 1975, Ông tham gia một xưởng phim hoạt hình nhỏ có tên DIC Entertainment do Jean Chalopin tạo ra. Đây là nơi ông học làm phim hoạt hình. Trong phòng thu, ông đã gặp các đạo diễn như Bruno Bianchi (Thanh tra tiện ích), Bernard Deyriès (Thành phố bí ẩn của vàng), v.v. Vào những năm 1980, ông đã giúp khởi động loạt phim Ulysses 31. Ông quyết định theo đuổi sự nghiệp tại Paris. Ông đã đóng góp cho loạt phim của Albert Barillé, Ngày xửa ngày xưa. . . Không gian và Ngày xửa ngày xưa. . . Đời sống.
Năm 1986, Raimbaud đã tạo ra studio của riêng mình, Jingle, với Christian Masson (quảng cáo và sản xuất). 25 người thuộc họ thuê ngoài loạt như Spartakus và Mặt trời bên dưới biển và Rahan. Một năm sau, công ty nổi bật với các sản phẩm như Mimi Cracra (A2), Walter Melon (Canal +) và Les Enfants de la Liberté (FR3). Mãi đến năm 1988, chính Jingle đã thực hiện một bộ truyện: Manu được tạo bởi họa sĩ truyện tranh Frank Margerin. Do đó, 104 tập đã được phát trên La Cinq, bắt đầu từ tháng 3 năm 1990. Thách thức của Raimbaud là không tạo ra những bộ phim hoạt hình vô vị chỉ dành cho trẻ em. Năm 1992, việc La Cinq phá sản và thanh lý đã khiến nhiều công ty sản xuất phải đóng cửa. Năm 1993, Jingle tự phá sản.

### Gaumont Multimedia
Sau đó Raimbaud được biết đến trong cộng đồng và Hãng phim Gaumont đã thuê ông làm sống lại những bộ phim Asterix và Lucky Luke được sản xuất lần cuối vào những năm 1970. Được thăng chức giám đốc nghệ thuật của studio mới Gaumont Multimedia, ông bắt đầu làm việc trên Highlander: The Series cho M6. Raimbaud đã đưa ra một ý tưởng mà ông không thể nhận ra tại Jingle. Câu chuyện về những người ngoài hành tinh bị đắm tàu trên Trái đất đã trú ẩn trong một ngôi nhà cho thuê. Với nhà văn Philippe Traversat, ông đã tạo ra loạt phim Home to Rent theo phong cách phim hoạt hình thập niên 1950. Tiêu đề của bộ truyện đã trở thành Space Goofs trong khi phát sóng trên France 3 vào tháng 9/1997. Chống lại tất cả các tỷ lệ cược, loạt phim trở thành phổ biến nhất trong số các chương trình được giới thiệu cùng năm. Hơn nữa, nó xuất khẩu vượt ra ngoài Pháp. Và tất cả những điều này cùng với vợ, Béatrice Guillot Raimbaud, GP. Sau đó, ông đã tạo ra Oggy và những con gián vào năm 1998, được phát hành sau khi ông qua đời.

## Qua đời
Raimbaud được chẩn đoán mắc bệnh ung thư phổi vào đầu những năm 1990, sau hơn 8 năm điều trị nhưng vẫn không qua khỏi, ông mất vào ngày 28 tháng 6 năm 1998 tại Paris, Pháp. Ông ấy đã không sống để tận hưởng thành công của loạt phim tiếp theo.

## Sự thành công
Năm 1998, Raimbaud vừa qua đời khi không tận dụng thành công của loạt phim của mình. Ông đã không có mặt trong phần cuối của quá trình sản xuất Oggy và những con gián đã lên kế hoạch cho France 3 vào năm 1999, mà Ông đã tạo ra: nhân vật của một con mèo bị bắt bớ bởi ba con gián, tất cả đều theo phong cách hoạt hình.
Tuy nhiên, Oggy and the Cockroaches đã trở thành một hit thành công sau nhiều năm phát sóng các tập trên toàn thế giới. Nó được phát sóng trên các kênh như Cartoon Network, Nickelodeon, Teletoon và nhiều hơn nữa.